# Franqueville (Aisne)
Franqueville es una comuna francesa situada en el departamento de Aisne, de la región de Alta Francia.

## Geografía
Está ubicada a 8 km al suroeste de Vervins.

## Demografía
| 168 | 157 | 141 | 134 | 113 | 123 | 125 | 120 |
| Para los censos de 1962 a 1999 la población legal corresponde a la población sin duplicidades (Fuente: INSEE [Consultar]) |     |     |     |     |     |     |     |